# Мета, Эрмал
Э́рмаль Ме́та (итал. Ermal Meta, род. 20 апреля 1981, Фиери, Албания) — итальянский музыкант, автор-исполнитель, композитор албанского происхождения. В начале 2000-х был гитаристом группы Ameba4, основателем и фронтменом группы La Fame di Camilla. C 2013 года начал сольную карьеру, выпустил три студийных альбома. Победитель Фестиваля в Сан-Ремо 2018 года вместе с Фабрицио Моро с песней «Non mi avete fatto niente» («Вы мне ничего не сделали»).

## Биография

### Ранние годы
Родился в Албании, в городе Фиери. В возрасте 13 лет вместе с матерью, братом и сестрой переехал в Бари, регион Апулия, разорвав отношения с отцом из-за его жестокого обращения. Вырос в музыкальной среде (его мать — преподаватель игры на скрипке). Эрмаль начал учиться игре на фортепиано ещё в Албании, затем продолжил обучение в Бари. От фортепиано перешёл к гитаре, играл в различных группах прежде чем стать гитаристом группы Ameba4. C этой группой в 2006 году принял участие в фестивале в Сан-Ремо в категории «Nuove proposte» с песней Rido… forse mi sbaglio, группа выбыла из конкурса после первого зрительского голосования. Впоследствии песня вошла в их единственный альбом «Ameba4”. Вскоре группа распалась.

### La Fame di Camilla

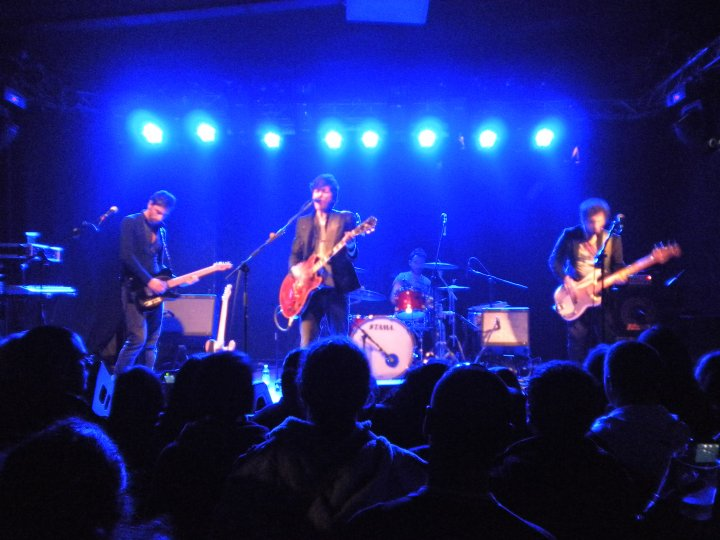
La Fame di Camilla

В 2007 году в Бари Эрмаль Мета вместе с Джованни Колатори, Дино Рубини и Леле Диана основал группу La Fame di Camilla, в которой был вокалистом, играл на гитаре и на клавишных. Группа записала три студийных альбома — La Fame di Camilla (2009). Buio e Luce (2010) и L’attesa (2012), участвовала во  многих фестивалях и конкурсах. В 2010 году с песней Buio e luce («Тьма и свет») коллектив принял участие в фестивале в Сан-Ремо. Песня выбыла из конкурса после третьего вечера и не дошла до финала. Летом этого же года на фестивале Heineken Jammin’ Festival они играли на одной сцене с Cranberries, Stereophonics и Aerosmith. Группа распалась в 2013 году.

### Сольная карьера

#### Автор песен
После распада La Fame di Camilla Эрмаль Мета пишет песни для других исполнителей. Он сотрудничает с такими исполнителями как Эмма Марроне, Франческо Ренга, Патти Право, Кьяра, Марко Менгони, Франческа Микьелин, Франческо Сарчина, Джузи Феррери, Лоренцо Фрагола. Кроме того, делает аранжировки для группы Negrita и для упомянутых уже Ренга и Сарчина.
В 2013 года на фестивале в Сан-Ремо певица Аннализа выступила с песнями Scintille и Non so ballare. Автором последней был Эрмаль Мета. В том же 2013 году в соавторстве с Никколо Альярди написал песню Non mi interessa для Патти Право, в дуэте с которой её исполнил. В этом же году были написаны Pronto a correre, 20 sigarette и Natale senza regali для Марко Менгони, вошедшие в альбом Менгони "Pronto a correre".
В начале 2014 года записывает песню Tutto si muove для сериала Braccialetti rossi («Красные браслеты»). 22 октября 2014 года в ротацию радиостанций выходит его дебютный сингл Lettera a mio padre («Письмо отцу»). В этом же году вместе с Никколо Альярди он записывает Volevo perdonarti, almeno для сериала Braccialetti rossi 2 («Красные браслеты 2»). В конце 2014 года пишет песню Straordianrio для певицы Кьяры. С этой песней Кьяра заняла пятое место на фестивале в Сан-Ремо 2015 года.
В 2015 году продолжает сотрудничать с Марко Менгони (написанные им для Менгони песни Invincibile, La neve prima che cada, Io ti aspetto входят в альбом Марко Менгони "Parole in circolo"), пишет для Лоренцо Фрагола (песни La nostra vita è oggi и Resta dove sei, вошедшие в альбом "1995"), для Эммы Марроне (Occhi profondi, Arriverà l’amore).

#### Umano
В ноябре 2015 года выходит сингл Odio le favole ("Я ненавижу сказки"), с ним Эрмаль принимает участие в фестивале в Сан-Ремо 2016 года в номинации "Nuove proposte", в которой по итогам фестиваля становится третьим. 5 февраля 2016 года выходит его первый студийный альбом "Umano". Альбом занимает 45 место в рейтинге самых продаваемых в Италии. Песня Odio le favole занимает 66 место в рейтинге самых продаваемых в Италии.

#### Vietato Morire
В 2017 году Эрмаль Мета с песней Vietato Morire занимает третье место на фестивале в Сан-Ремо в номинации "Big". Песня входит в одноимённый студийный альбом, вышедший 10 февраля 2017 года. На фестивале в Сан-Ремо певец выиграл приз за лучший кавер (на песню Доменико Модуньо «Amara terra mia») и премию критиков «Mia Martini». Спустя две недели после Сан-Ремо альбом «Vietato morire» поднялся на первую строчку в рейтинге самых продаваемых в Италии. В течение года вышли синглы Ragazza Paradiso, Voodoo Love (в дуэте с солистом испанской группы Jarabedepalo) и Piccola anima (дуэт с певицей Элизой ).В марте Эрмаль Мета был одним  из членов жюри в шоу талантов Amici di Maria De Filippi. 12 ноября выиграл премию MTV EMA 2017 в категории «Лучший итальянский артист».

#### Non abbiamo armi
В декабре 2017 года Эрмаль Мета закончил работу над третьим студийным альбомом. В январе 2018 года стало известно название альбома Non abbiamo armi (“У нас нет оружия”) и была опубликована обложка .
На фестивале в Сан-Ремо Эрмаль Мета вместе с Фабрицио Моро представили песню Non mi avete fatto niente (“Вы мне ничего не сделали”), написанную ими в соавторстве с Андреа Фебо после теракта в Манчестере на концерте Арианы Гранде. С этой песней Эрмаль Мета и Фабрицио Моро выиграли фестиваль и получили право представлять Италию на конкурсе песни Евровидение, который проходил в Лиссабоне 8-12 мая. По результатам конкурса Эрмаль Мета и Фабрицио Моро заняли пятое место.
Летом и осенью 2018 года Эрмаль Мета провёл успешный тур по Италии в поддержку альбома Non abbiamo armi.

## Дискография

### Сольная карьера
Студийные альбомы
- 2016 - Umano
- 2017 - Vietato morire
- 2018 - Non abbiamo armi

Концертные альбомы
- 2019 - Non abbiamo armi - Il concerto

Синглы
- 2013 – Non mi interessa (feat. Патти Право)
- 2014 – Lettera a mio padre
- 2016 – Odio le favole
- 2016 – Volevo dirti
- 2016 – A parte te
- 2016 – Gravita con me
- 2017 – Vietato morire
- 2017 – Amara terra mia
- 2017 – Ragazza paradiso
- 2017 – Voodoo Love (feat. Jarabe de Palo)
- 2017 – Piccola anima (feat. Elisa)
- 2018 – Non mi avete fatto niente (feat. Fabrizio Moro)
- 2018 – Dall'alba al tramonto
- 2018 – Io mi innamoro ancora
- 2018 – 9 primavere
- 2019 – Un'altra volta da rischiare (feat. J-Ax)
- 2019 – Ercole

### В составе Ameba 4
- 2006 – Ameba 4

### В составе La Fame di Camilla
- 2009 – La Fame di Camilla
- 2010 – Buio e luce
- 2012 – L'attesa

## Награды и номинации
| Год  | Награда                             | Номинации              | Результат |
| ---- | ----------------------------------- | ---------------------- | --------- |
| 2017 | МТВ Европейская музыкальная награда | Лучший Итальянский Акт | Победа    |